# Ред Џакит (Западна Вирџинија)
Ред Џакит (енгл. Red Jacket) насељено је место без административног статуса у америчкој савезној држави Западна Вирџинија.

## Демографија
По попису из 2010. године број становника је 581, што је 147 (-20,2%) становника мање него 2000. године.
| Група             | 2000.       | 2010.       |
| Белци             | 669 (91,9%) | 516 (88,8%) |
| Афроамериканци    | 53 (7,3%)   | 51 (8,8%)   |
| Азијати           | 0 (0,0%)    | 0 (0,0%)    |
| Хиспаноамериканци | 1 (0,1%)    | 2 (0,3%)    |
| Укупно            | 728         | 581         |